# Яковлев, Николай Яковлевич
Никола́й Я́ковлевич Я́ковлев (26 апреля 1921, дер. Дубецкое, Смоленская губерния — 11 апреля 1993, Москва) — советский лётчик-штурмовик, Герой Советского Союза (1945), участник Великой Отечественной войны в должности командира эскадрильи 140-го гвардейского штурмового авиационного полка 8-й гвардейской штурмовой авиационной дивизии 1-го гвардейского штурмового авиационного корпуса 2-й воздушной армии 1-го Украинского фронта.

## Биография
Родился 26 апреля 1921 года в деревне Дубецкое в семье крестьянина.
С 1937 году работал в Метрострое в Москве. Учился в аэроклубе.
В рядах РККА с 1940 года, призван Мытищинским РВК Московской области. Направлен на обучение в Балашовскую военную авиационную школу пилотов, которую окончил в 1941 году.
В действующей армии с 26 декабря 1942 года. Воевал в составе 140-го гвардейского штурмового авиационного полка (8-я гвардейская штурмовая авиационная дивизия, 1-й гвардейский штурмовой авиационный корпус) на Калининском, Воронежском, Степном, 2-м и 1-м Украинских фронтах на должностях лётчика, командира звена, командира эскадрильи.
Принимал участие в битвах и операциях:
- Великолукская операция с 24 ноября 1942 года по 20 января 1943 года;
- Демянская операция с 15 февраля 1943 года по 28 февраля 1943 года;
- Белгородско-Харьковская операция (Румянцев) с 3 августа 1943 года по 23 августа 1943 года;
- Кировоградская операция с 5 января 1944 года по 16 января 1944 года;
- Корсунь-Шевченковская операция с 24 января 1944 года по 17 февраля 1944 года;
- Уманско-Ботошанская операция — с 5 марта 1944 года по 17 апреля 1944 года;
- Львовско-Сандомирская операция — с 13 июля 1944 года по 29 августа 1944 года;
- Карпатско-Дуклинская операция — с 8 сентября 1944 года по 28 октября 1944 года;
- Сандомирско-Силезская операция — с 12 января 1945 года по 3 февраля 1945 года;
- Нижне-Силезская операция — с 8 февраля 1945 года по 24 февраля 1945 года;
- Верхне-Силезская операция — с 15 марта 1945 года по 31 марта 1945 года;
- Берлинская операция — с 16 апреля 1945 года по 8 мая 1945 года;
- Пражская операция — с 6 мая 1945 года по 11 мая 1945 года.

К концу войны командир эскадрильи 140-го гвардейского штурмового авиационного полка (8-я гвардейская штурмовая авиационная дивизия, 1-й гвардейский штурмовой авиационный корпус) гвардии старший лейтенант Н. Я. Яковлев совершил 201 боевой вылет на штурмовку войск противника (216 боевых вылетов согласно другому источнику), нанеся ему большой урон.
Лично уничтожил: 2 роты живой силы противника, 10 танков, 40 автомашин, 17 повозок, подавил огонь 3 батарей, создал 16 очагов пожаров, взорвал 4 цистерны с горючим, поджёг 1 железнодорожный эшелон. Проведя 25 воздушных боёв, сбил в группе 4 вражеских самолёта.
27 июня 1945 года за мужество и воинскую доблесть, проявленные в боях с врагами, командир эскадрильи 140-го гвардейского штурмового авиационного полка 8-й гвардейской штурмовой авиационной дивизии 1-го гвардейского штурмового авиационного корпуса 2-й Воздушной армии 27 июня 1945 года удостоен звания Герой Советского Союза (медаль «Золотая Звезда» № 6555).
После войны продолжал службу в Военно-воздушных силах.
С 1950 года гвардии майор Н. Я. Яковлев — в запасе, жил и работал в Москве. В последние годы жил в районе станции метро Сокольники.
Умер 11 апреля 1993 года.

## Награды
- Медаль «Золотая Звезда» Героя Советского Союза (27.06.1945);
- орден Ленина (27.06.1945);
- три ордена Красного Знамени (11.10.1943, 19.03.1944, 05.09.1944);
- два ордена Отечественной войны I степени (06.08.1944 и 11.03.1985);
- орден Красной Звезды (14.07.1943);
- медали:
  - медаль «За победу над Германией в Великой Отечественной войне 1941—1945 гг.» (1945);
  - медаль «За доблестный труд. В ознаменование 100-летия со дня рождения В. И. Ленина» (1970);
  - медаль «За оборону Москвы» (1945);
  - медаль «Двадцать лет Победы в Великой Отечественной войне 1941—1945 гг.» (1965);
  - медаль «Тридцать лет Победы в Великой Отечественной войне 1941—1945 гг.» (1975);
  - медаль «Сорок лет Победы в Великой Отечественной войне 1941—1945 гг.» (1985);
  - медаль «За взятие Берлина» (1945);
  - медаль «За освобождение Праги» (1945);
  - медаль «Ветеран труда» (1971);
  - юбилейная медаль «XXX лет Советской Армии и Флота» (1948);
  - юбилейная медаль «40 лет Вооружённых Сил СССР» (1958);
  - юбилейная медаль «50 лет Вооружённых Сил СССР» (1968);
  - юбилейная медаль «60 лет Вооружённых Сил СССР» (1978);
  - юбилейная медаль «70 лет Вооружённых Сил СССР» (1988);
  - медаль «В память 800-летия Москвы»;
- нагрудный ветеранский знак-медаль «25 лет Победы в Великой Отечественной войне» (1970).

## Память

Могила Н. Я. Яковлева на Троекуровском кладбище

- Похоронен на аллее Героев Советского Союза на Троекуровском кладбище в Москве. На могиле установлен памятник.